# Plateumaris consimilis
Plateumaris consimilis (лат.) — вид жуков из семейства листоедов.

## Описание
Жуки длиной 6-9,2 мм. Верхняя сторона тела обычно с металлическим блеском разных оттенков. Изредка встречаются особи чёрного цвета, почти без металлического блеска. Усики примерно в половину длины тела или немного длиннее. Усики и ноги, по крайней мере, частично красновато-коричневые. Переднеспинка сердцевидная, срединная линия на ней слабо выражена. Бёдра у основания очень широкие, задние бёдра с острым или широким зубцом. Надкрылья в 1,5-1,8 раза длиннее своей ширины.

## Биология
Обитает на болотах и заболоченных лугах. Личинки и имаго питаются осоками. Имаго отмечены также на цветках ситника и калужницы.

## Распространение
Встречается в Европе, Турции, на Кавказе (Грузия) и Западной Сибири.